# Wil Ruprecht
Wil Ruprecht   (Taree, 30 d'agost de 1998), de vegades escrit Will Ruprecht, és un pilot d'enduro australià que va guanyar el Campionat del Món d'enduro en categoria E2 el 2022 amb una TM. De cara a la temporada del 2023 va fitxar per Sherco i actualment hi competeix a la mateixa categoria, E2.